# Faxon
Faxon és un poble dels Estats Units a l'estat d'Oklahoma. Segons el cens del 2000 tenia 134 habitants.

## Demografia
Segons el cens del 2000, Faxon tenia 134 habitants, 52 habitatges, i 37 famílies. La densitat de població era de 199 habitants per km².
Dels 52 habitatges en un 36,5% hi vivien nens de menys de 18 anys, en un 63,5% hi vivien parelles casades, en un 3,8% dones solteres, i en un 28,8% no eren unitats familiars. En el 26,9% dels habitatges hi vivien persones soles el 19,2% de les quals corresponia a persones de 65 anys o més que vivien soles. El nombre mitjà de persones vivint en cada habitatge era de 2,58 i el nombre mitjà de persones que vivien en cada família era de 3,14.
Per edats la població es repartia de la següent manera: un 29,9% tenia menys de 18 anys, un 7,5% entre 18 i 24, un 26,1% entre 25 i 44, un 21,6% de 45 a 60 i un 14,9% 65 anys o més.
L'edat mediana era de 34 anys. Per cada 100 dones de 18 o més anys hi havia 100 homes.
La renda mediana per habitatge era de 25.000 $ i la renda mediana per família de 31.250 $. Els homes tenien una renda mediana de 30.833 $ mentre que les dones 21.250 $. La renda per capita de la població era de 13.630 $. Entorn del 15,4% de les famílies i el 13,8% de la població estaven per davall del llindar de pobresa.

## Poblacions més properes
El següent diagrama mostra les poblacions més properes.